# Bérangère Palix

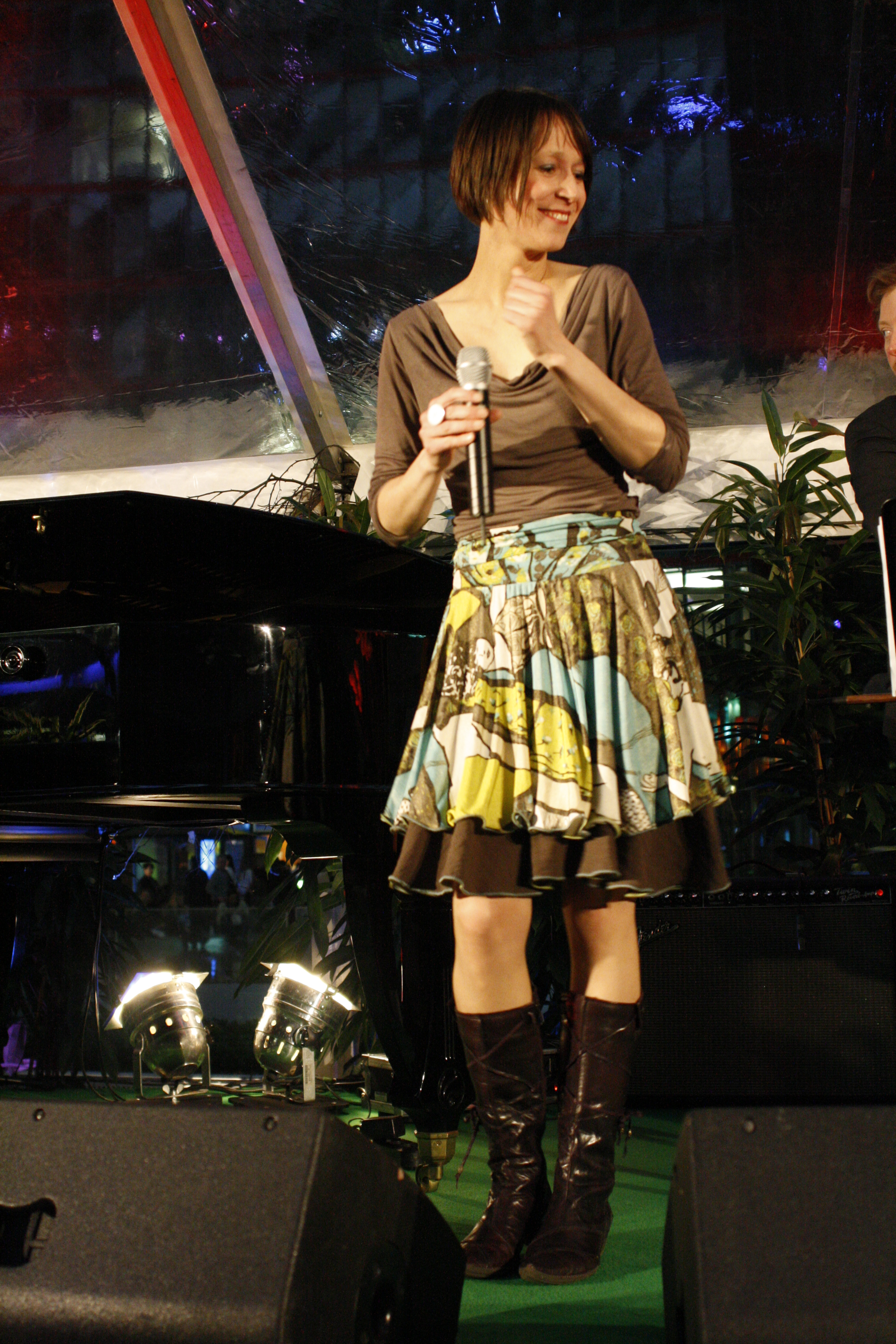
Concert sony center

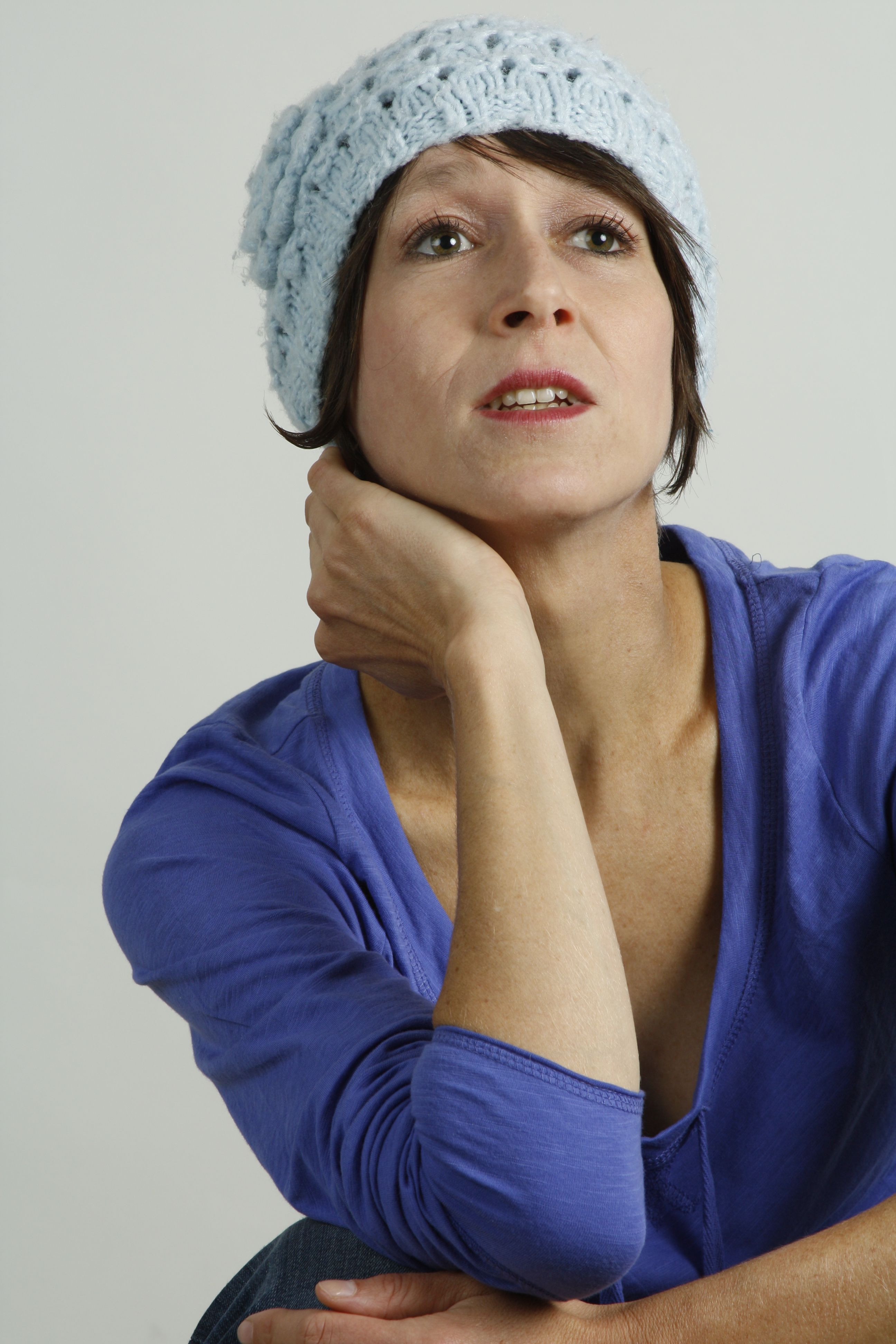

Bérangère Palix (* 1975 im Département Ardèche; † 2. Januar 2021) war eine französische Sängerin und Chansonnière.

## Leben
Bereits als Jugendliche spielte Bérangère Palix Theater und lernte Klarinette. Sie studierte Germanistik in Grenoble. Parallel absolvierte sie eine Theater-, Tanz- und Gesangsausbildung am „Conservatoire National de Région“.
1997 zog sie nach Berlin und wurde bekannt mit französischen Liedern, zunächst angelehnt an Vorbilder wie Boris Vian, Boby Lapointe und Lynda Lemay. Sie hatte regelmäßige Auftritte im Grünen Salon der Volksbühne Berlin, BKA-Theater, Kulturbrauerei, ufaFabrik, Kunstfabrik Schlot und Quasimodo. Neben Berlin wurde sie auch überregional bekannt und arbeitete projektbezogen mit zahlreichen Künstlern zusammen wie Scarlett´O, Jürgen Ehle und dem ukrainischen Trio Bravo+ oder Dr.Nojoke und interpretierte auch Chansons von Edith Piaf, Jacques Brel oder Charles Aznavour. 2007 wurde sie zudem Mitglied des A-cappella-Ensemble Aquabella aus Berlin.
Mit ihren eigenen Chansons, die sie zusammen mit Gitarrist und Ehemann Stephan Bienwald schrieb, veröffentlichte sie einige Platten. Sie hatte zuletzt unter einem Hirntumor gelitten.

## Diskografie
- Mit Stephan BienwaldLibellule (2005, Phonector)

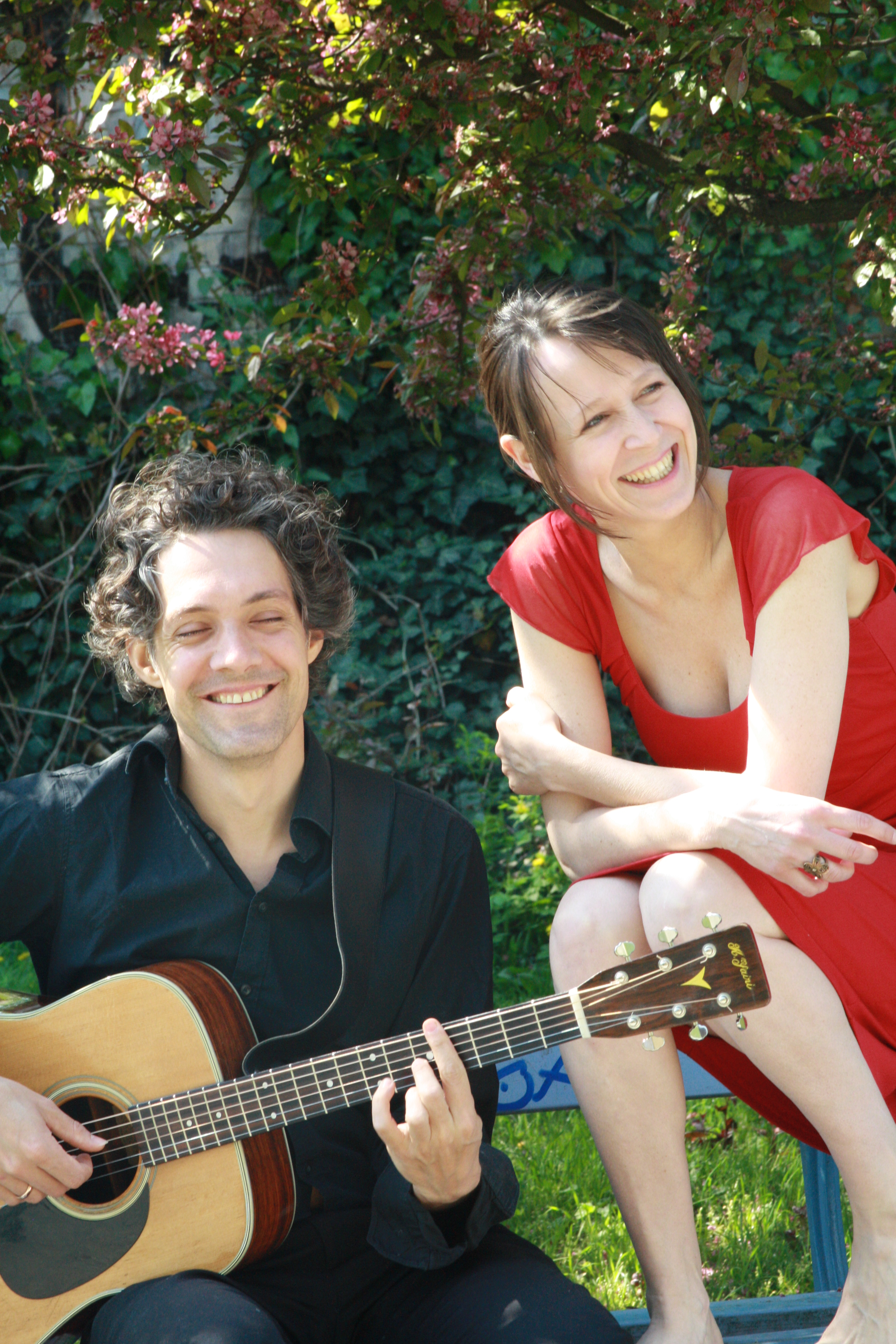
Mit Stephan Bienwald

- Le Bleu de Berlin (2010, Raumer Records)
- Ricochets (2014, DMS)
- Big Bang Live (2018, DMS)